# Mrke
Mrke (en serbe cyrillique : Мрке) est un village de l'est du Monténégro, dans la municipalité de Podgorica.

## Démographie

### Évolution historique de la population
| 1948 | 1953 | 1961 | 1971 | 1981 | 1991 | 2003 |
| ---- | ---- | ---- | ---- | ---- | ---- | ---- |
| 231  | 224  | 211  | 261  | 230  | 170  | 200  |